# بنك باسارجاد
بنك باسارغاد (بالفارسية: بانک پاسارگاد)، المعروف اختصاراَ أيضًا باسم (BPI)، هو أحد البنوك الإيرانية الرئيسية التي تقدم خدمات التجزئة والخدمات المصرفية التجارية والاستثمارية . تأسست الشركة عام 2005 كجزء من خصخصة الحكومة للنظام المصرفي. بينما أنشئت في طهران، يعمل البنك في جميع أنحاء البلاد مع 3685 موظف و 327 فرعا. أدرج في بورصة طهران. في عام 2006، كان لدى البنك تقييم رأسمالي أولي بقيمة 250 مليون دولار. في عام 2009، قام البنك بتمويل وإنشاء معرض فني في طهران. في عام 2013، صنفت مجلة ذا بنكر البنك ضمن أفضل 1000 بنك في العالم، لتحتل المرتبة 257 بشكل عام. كما أن البنك مدرج في قائمة البنوك لأهم 500 مؤسسة مالية إسلامية.

## المساهمون

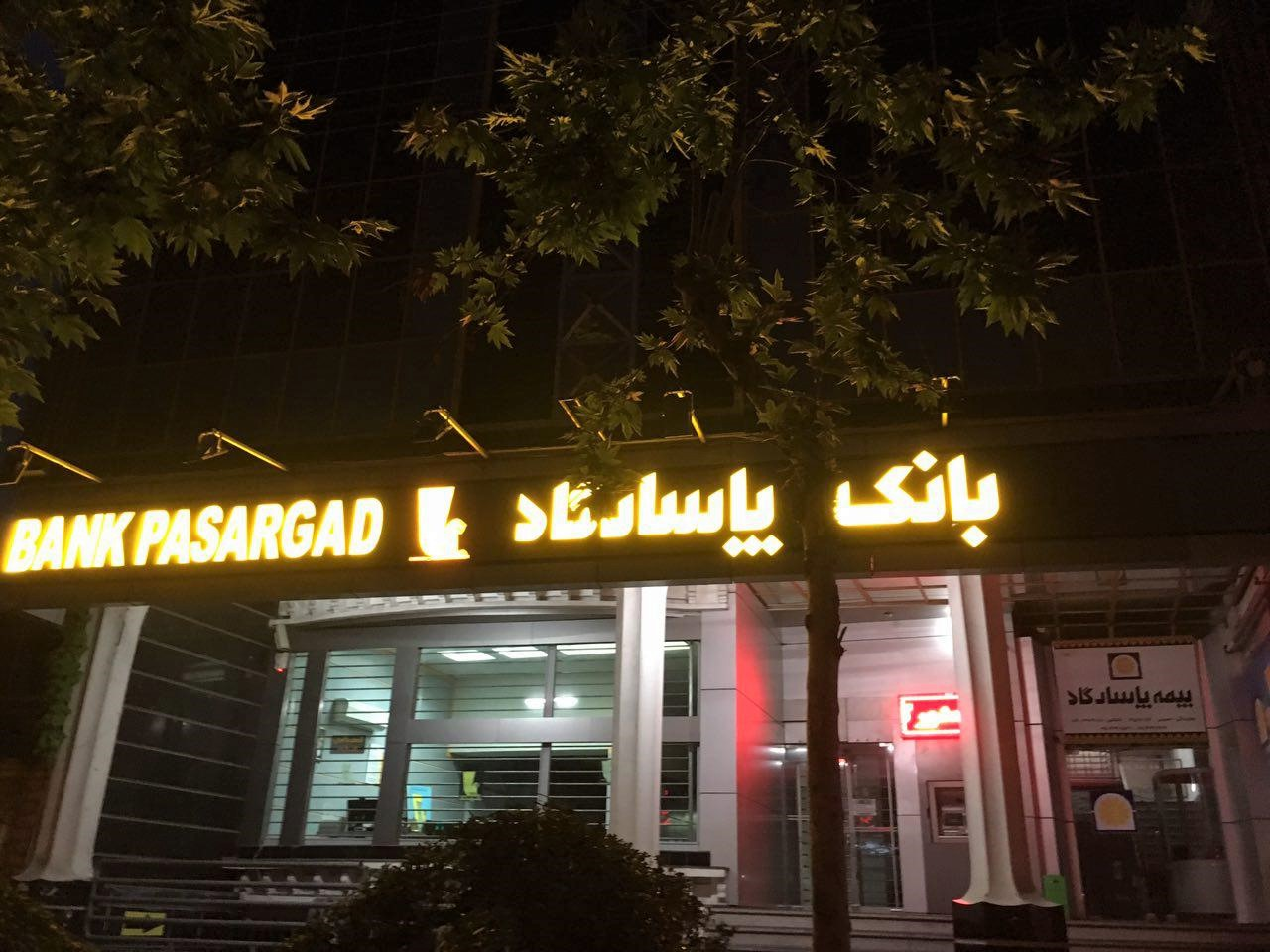
فرع بنك باسارجاد في أمول

شركة بارس آريان للاستثمار هي حاليا أكبر مساهم في الشركة بنسبة 13.99٪ من أسهم البنك. ومع ذلك، يحتفظ البنك بحوالي 55264 مساهمين آخرين (حقيقيين وقانونيين) بناءً على التقرير السنوي للبنك للسنة المالية 2014/2015. مجموعة بارس آريان هي أيضا المساهم الرئيسي في مجموعة باسارجاد المالية (بما في ذلك البنوك والتأمين والتأجير وشركة الصرافة والعديد من المؤسسات المالية الأخرى). يأتي اندماج مساهمي البنك على النحو التالي:
| الوحدة            | الحقيقة                | القانوني                |
| ----------------- | ---------------------- | ----------------------- |
| عدد المساهمين (٪) | 49883 (99.27٪)         | 382 (0.76٪)             |
| عدد الأسهم (٪)    | 6,527,369,225 (21.76٪) | 23,472,630,775 (78.24٪) |
| مجموع             | 55,265 (100٪)          | 30,000,000,000 (100٪)   |

شهد المساهمون أيضًا نموًا مستمرًا في حقوق الملكية منذ السنة المالية 2007/2008: (الأرقام بالمليون الريال الإيراني).

## رعاية
- راعي المصارعة في إيران (المنتخب الوطني)
- دعم الرياضيين إيران في دورة الألعاب الأولمبية الصيفية 2012
- رعاية اتحاد كرة القدم جمهورية إيران الإسلامية

## روابط خارجية
- الموقع الرسمي